# Петропавловское сельское поселение (Чечня)
Петропавловское се́льское поселе́ние — муниципальное образование в Грозненском районе Чечни Российской Федерации.
Административный центр — станица Петропавловская.

## История
Статус и границы сельского поселения установлены Законом Чеченской Республики от 20 февраля 2009 года № 12-РЗ «Об образовании муниципального образования Грозненский район и муниципальных образований, входящих в его состав, установлении их границ и наделении их соответствующим статусом муниципального района и сельского поселения».

## Население
| 2010  | 2012  | 2013  | 2014  | 2015  | 2016  | 2017  |
| ----- | ----- | ----- | ----- | ----- | ----- | ----- |
| 4303  | ↗4346 | ↘4336 | ↗4418 | ↗4516 | ↗4641 | ↗4739 |
| 2018  | 2019  | 2020  | 2021  | 2023  | 2024  |       |
| ↗4804 | ↗4881 | ↗5005 | ↗5669 | ↗5809 | ↗5836 |       |

## Состав сельского поселения
| № | Населённый пункт | Тип населённого пункта          | Население |
| - | ---------------- | ------------------------------- | --------- |
| 1 | Петропавловская  | станица, административный центр | ↗5836     |